# Хуан Франциско Гарсія Пенья
Хуан Франциско Гарсія Пенья (ісп. Juanfri, нар. 1 жовтня 1989, Фуенхірола) — іспанський футболіст, нападник гібралтарського клубу «Сент-Джозефс».
Виступав, зокрема, за клуб ««Лінкольн»».

## Ігрова кар'єра
Народився 1 жовтня 1989 року в місті Фуенхірола. Вихованець юнацьких команд футбольних клубів «Фуенджирола» та «Реал Мурсія».
У дорослому футболі дебютував 2006 року виступами за команду «Фуенхірола», в якій того року взяв участь у 7 матчах чемпіонату. 
Згодом з 2007 по 2018 рік грав у складі команд «Фуенхірола», «Уніон Естепона», «Малага Б», «Малага», «Есіха», «Гоа», «Есіха», «Сан Педро», «Марбелья», «Лінкольн», «Сабуртало» та «Антекуера».
Своєю грою за останню команду привернув увагу представників тренерського штабу клубу «Сент-Джозефс», до складу якого приєднався 2018 року. Відіграв за гібралтарський клуб наступні чотири сезони своєї ігрової кар'єри. Відзначався надзвичайно високою результативністю, забиваючи в іграх чемпіонату в середньому більше одного гола за матч.
Протягом 2022—2024 років знову захищав кольори клубу «Лінкольн».
До складу клубу «Сент-Джозефс» приєднався 2024 року.

## Титули і досягнення
- Володар Суперкубка Гібралтару (1):

«Сент-Джозефс»: 2024